# Sophie Forte
Pour les articles homonymes, voir Forte.
Sophie Forte est une comédienne, autrice et chanteuse française, née le 7 mars 1964 à Lyon.

## Biographie

### Jeunesse et formation
Après des études d'architecture d'intérieur, Sophie Forte entre au Cours René Simon dont elle sort avec le premier prix en 1989. Elle se produit ensuite dans des cabarets de Montmartre en tant que chanteuse, avant de se tourner vers le one-woman show dans des cafés théâtres comme le Point-Virgule, à Paris.

### Années 1990
En tant qu'humoriste, elle a notamment participé à des émissions télévisées comme La Classe, Vivement dimanche de Michel Drucker ou radiophoniques comme Rien à cirer (de Laurent Ruquier), et s'est produite au Point Virgule, au Lucernaire, au Théâtre du Palais Royal, au Théâtre Grévin. Elle faisait également, depuis sa baignoire, une chronique dans Frou-frou, émission animée par Christine Bravo et produite par Thierry Ardisson.

### Années 2000
Elle sort son premier album aux rythmes jazz et paroles humoristiques ou nostalgiques intitulé Sophie Forte en 2004. Les albums suivants seront destinés aux enfants : en 2005, Maman dit qu'il ne faut pas (Label Victorie Music, distribution Universal Music), en 2009 J'suis vert (Label Victorie Music, distribution Universal Music), en 2010 Chou-fleur (Label Victorie Music, distribution Universal Music), en 2013 Un petit poisson (Label Victorie Music, distribution Universal Music), en 2015 Je déménage (Label Victorie Music, distribution Harmonia Mundi). Pour chaque disque, elle crée un nouveau spectacle avec des musiciens en tournée dans les festivals (notamment Avignon), à Paris au Petit-Gymnase, à la Comédie Bastille et à la Gaîté-Montparnasse.
En 2006, elle est à l'affiche d'une pièce de théâtre dont elle est auteur : Sur le fil. Cette pièce se jouera pendant 5 ans à Paris, à Avignon et en tournée.
En 2008, elle interprète le rôle de la Môme Crevette dans La Dame de chez Maxim tournée au Théâtre des Variétés pour France 2.

### Années 2010
En 2012, elle monte une pièce au Chêne Noir à Avignon : Max la véritable histoire de mon père, qui se poursuit avec une tournée. Elle crée aussi un nouveau spectacle de chansons et prépare un nouvel album. En 2013, elle monte Le Dalaï et moi, une pièce inspirée d'un voyage qu'elle effectua 15 ans plus tôt au Ladakh, en Inde.
En 2016, elle sort un nouvel album, Presque Nous, avec le chanteur et musicien Thibaud Defever avec qui elle collabore déjà depuis 2 ans sur scène, s'ensuivront 3 ans de tournée.

### Années 2020
Depuis 2020, elle incarne Françoise Dolto dans la pièce Dolto - Lorsque Françoise paraît écrite et mise en scène par Éric Bu. La pièce est créée au Théâtre Lepic (Paris) puis se joue au Festival Off d'Avignon au Théâtre du Balcon. En 2021, reprise du spectacle au Théâtre Lepic durant cinq mois et au Théâtre de l'Essaïon à Avignon. La pièce est en tournée depuis septembre 2022,,. 
Fin 2021, elle publie La Valise aux éditions Prisma, un roman familial drôle et émouvant. Elle est invitée depuis dans de nombreux salons du livre.

### Vie personnelle
Sophie Forte a épousé en 2008 le metteur en scène Éric Bouvron (séparés en 2016) avec qui elle a eu deux filles : Nina (née en 2003) et Othilie (née en 2006).

## Filmographie
- 1997 : Bimboland d'Ariel Zeitoun : Karène Leblond
- 1998 : La Dilettante de Pascal Thomas : la secrétaire de la directrice
- 1998 : Recto/Verso de Jean-Marc Longval : Judith
- 1999 : Julie Lescaut (série télévisée), saison 8, épisode 1 Arrêt de travail de Pascal Dallet : Jeanine Leveil
- 1999 : Retour à la vie de Pascal Baeumler : Corinne
- 1999 : Sur un air d'autoroute de Thierry Boscheron : CGPette
- 2000 : Julie Lescaut (série télévisée), saison 9, épisode 2 Délit de justice de Daniel Janneau : Jeanine Leveil
- 2002 : J'attendrai le suivant (en) (court métrage) de Philippe Orreindy
- 2009 : Faire avec de Philippe Lasry
- 2019 : Scènes de ménages (série télévisée) : Corinne
- 2019 : Le Retour de Richard III par le train de 9h24, d'Éric Bu : Mélanie

## Théâtre
- 1993 : Une folie de Sacha Guitry, mise en scène Jacques Échantillon, Théâtre du Palais-Royal
- 2007 : La Dame de chez Maxim de Georges Feydeau, mise en scène Francis Perrin; Théâtre des Variétés
- 2017 : Le Chaman et Moi, une aventure de Sophie Forte, mise en scène Eric Bouvron ; avec Didier Constant, Sophie Forte et Philippe Martz
- 2017 : Chagrin pour soi, de Virginie Lemoine et Sophie Forte ; avec Sophie Forte, William Mesguich et Tchavdar Pentchev
- 2020 : Mon Isménie d'Eugène Labiche, mise en scène Daniel Mesguich, théâtre de Poche-Montparnasse
- 2021 : « Dolto - Lorsque Françoise paraît » d’Eric Bu avec Sophie Forte, Christine Gagnepain, Stéphane Giletta au Théâtre Lepic et au Théâtre du Balcon - Festival Off d’Avignon

## Distinctions
- Sophie Forte est membre de l'Académie Alphonse-Allais.